# Ramsåsa kyrka

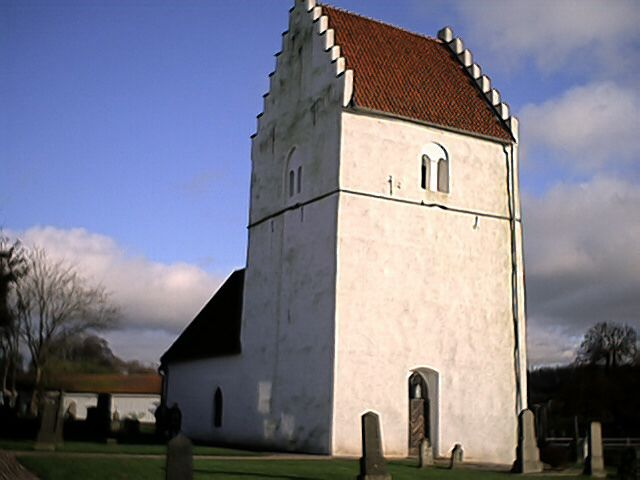
Kyrkan sedd framifrån (2004).

Ramsåsa kyrka är en kyrkobyggnad i Ramsåsa. Den tillhör Tomelillabygdens församling i Lunds stift.

## Kyrkobyggnaden
Exteriört domineras kyrkan av det kraftiga västtornet som nästan är lika långt som långhuset. Ursprungligen uppfördes kyrkan runt 1200. Då bestod den av långhuset, koret och den halvrunda absiden. Tornet byggdes på 1400-talet, då kyrkan även välvdes. Sedan dess har kyrkan inte förändrats nämnvärt exteriört.
Inne i kyrkan finns kalkmålningar som dateras till 1300-talet. Bland annat finns en målning som illustrerar människans åldrar i ett hjul, något som är ovanligt.
Kyrkan inhägnas av murverk samt närliggande villor med villaträdgårdar.

## Inventarier
I kyrkan finns ett triumfkrucifix i trä från 1200-talet som hänger över altaret. På altaret finns en gammal relikgömma.
Dopfunten är tillverkad på medeltiden.
Kyrkans predikstol tillverkades under 1660-talet. Dessutom finns en fattigstock från 1600-talet och en puderstol från 1700-talet i kyrkan.

### Orgel
Den nuvarande orgeln byggdes 1961 av A. Mårtenssons Orgelfabrik AB, Lund och är en mekanisk orgel.
| Manual I      | Manual II     | Pedal      | Koppel |
| Rörflöjt 8'   | Gedackt 8'    | Subbas 16' | I/P    |
| Principal 4'  | Kvintadena 4' |            | II/P   |
| Mixtur 3 chor | Svegel 2'     |            | II/I   |